# Brosimum alicastrum
Brosimum alicastrum là một loài thực vật có hoa trong họ Moraceae. Loài này được Sw. mô tả khoa học đầu tiên năm 1788.

## Hình ảnh

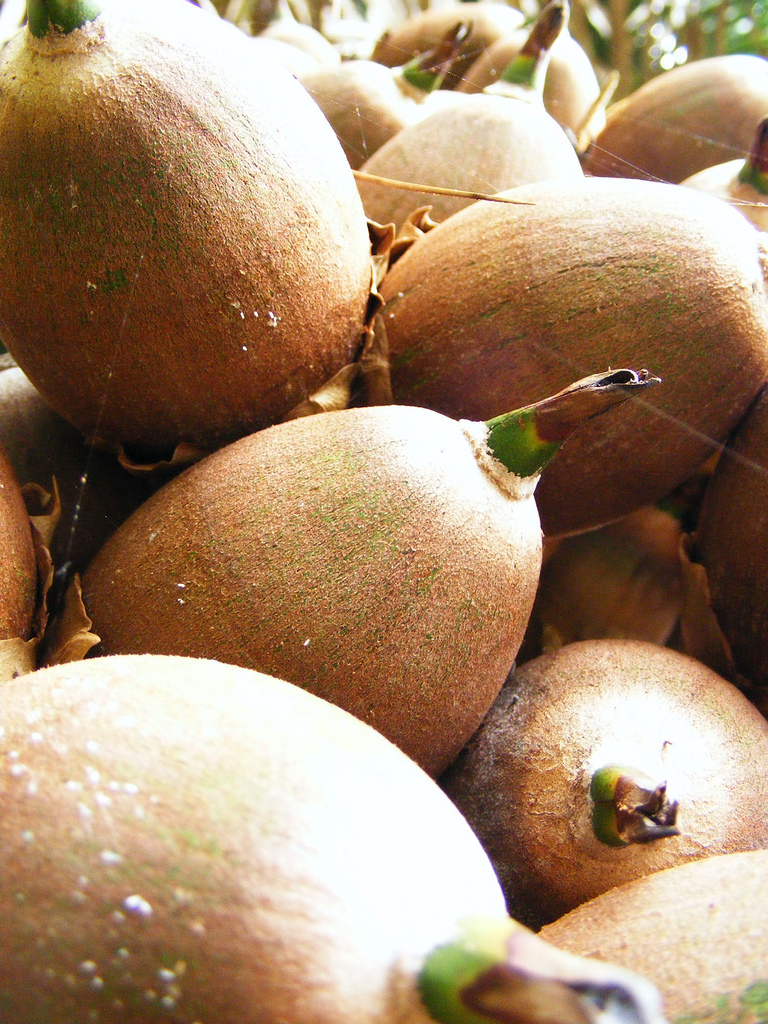
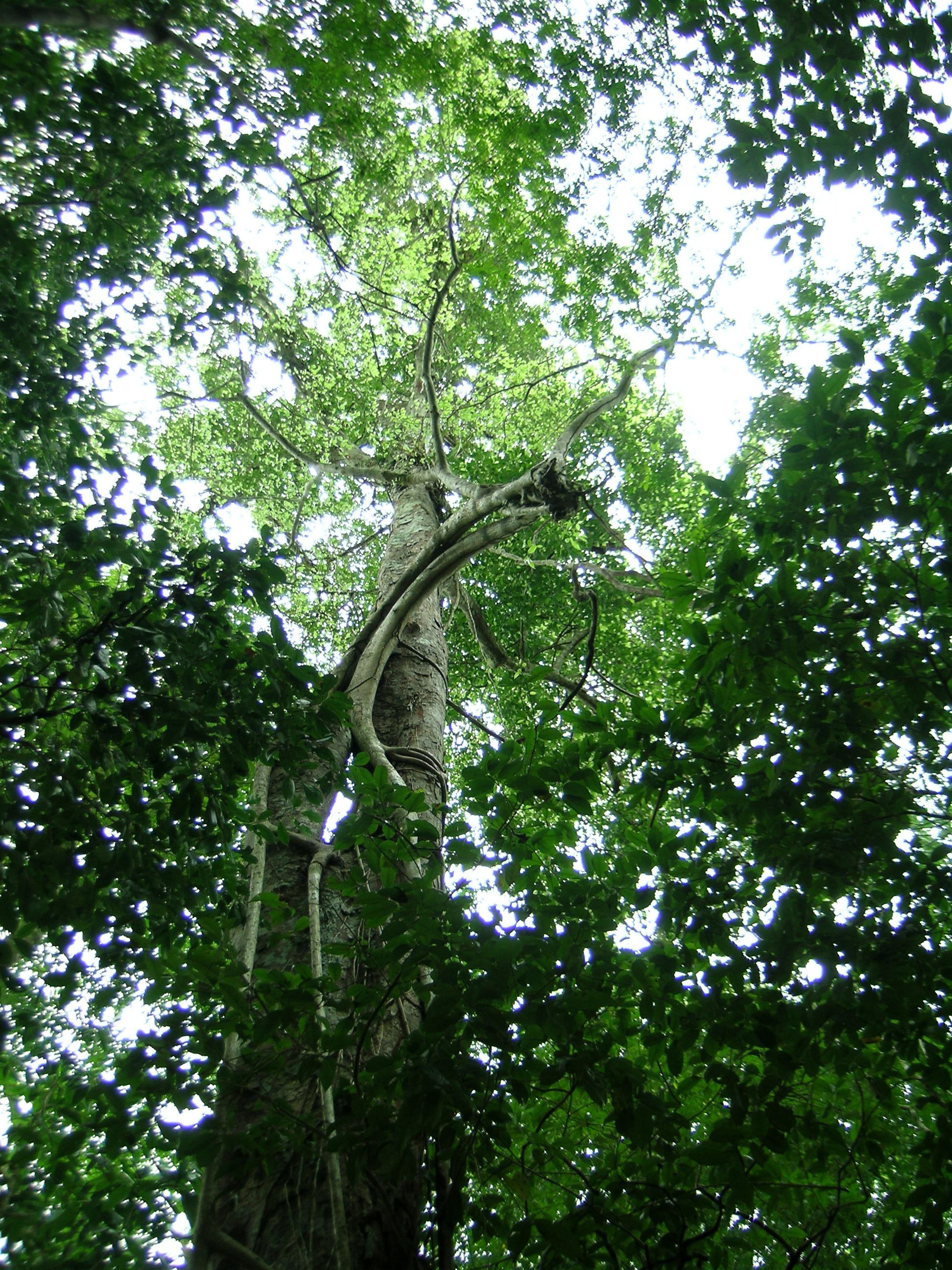
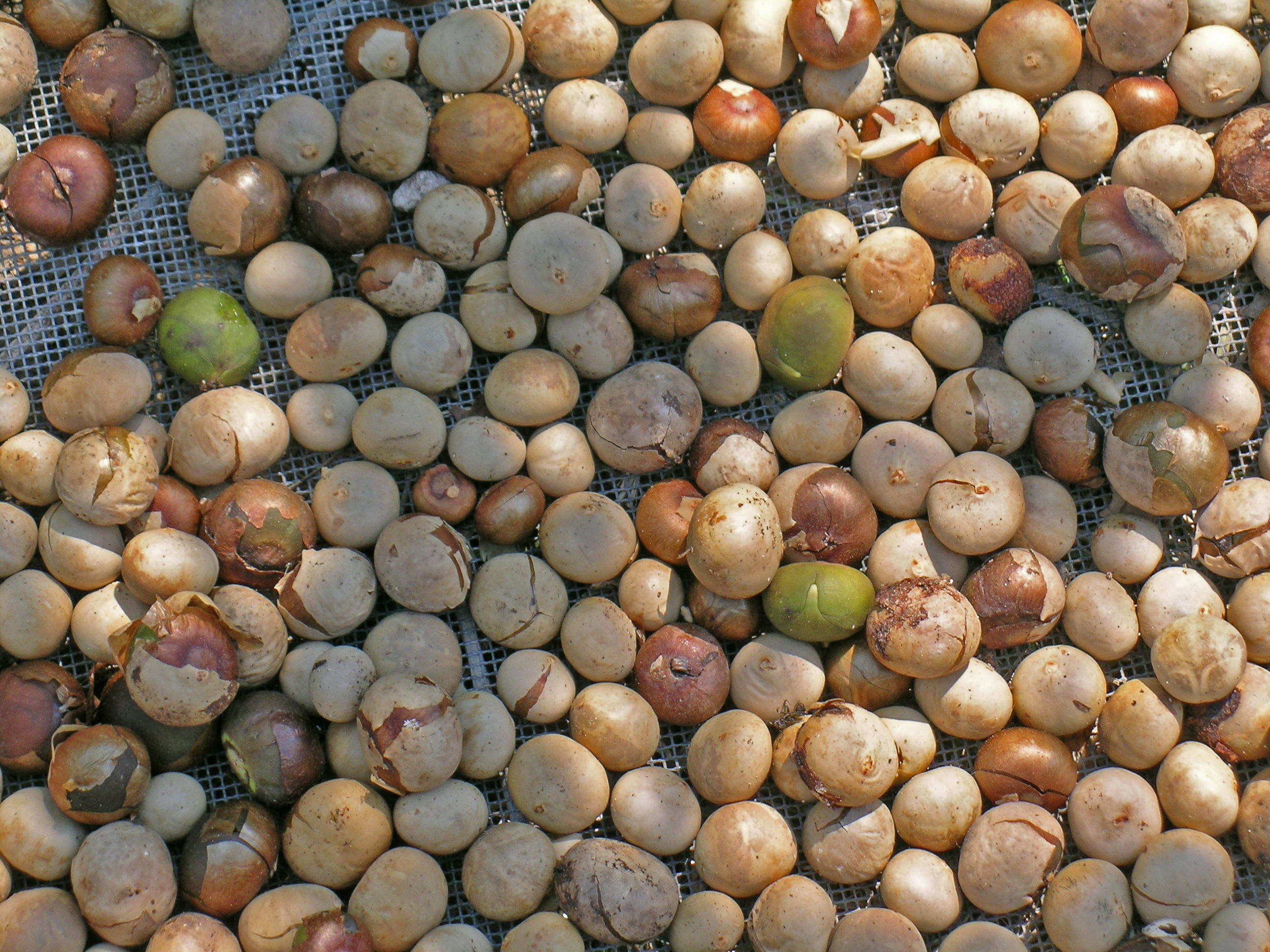
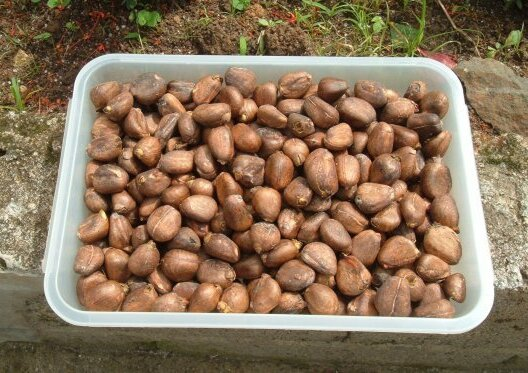